# Objeto masivo central

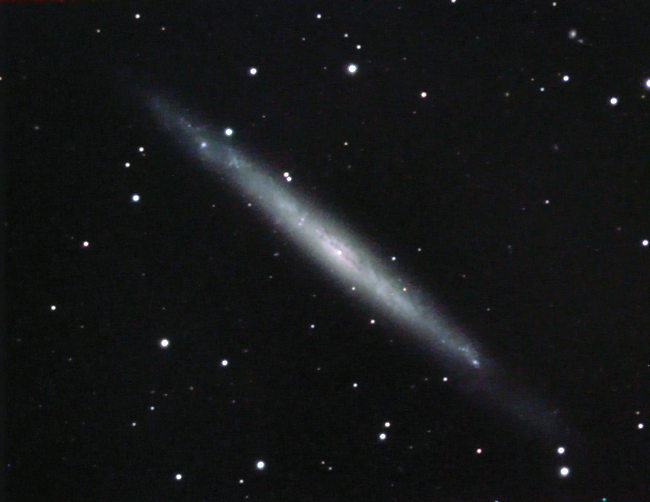
El núcleo en forma de estrella en el centro de esta galaxia espiral vista de canto, NGC 4244, es un objeto masivo central.

 El objeto central masivo (OCM) se refiere a una concentración de masa en el centro de una galaxia. Puede ser un agujero negro supermasivo o un cúmulo de estrellas nucleares.
Se cree que las galaxias más masivas contienen siempre un agujero negro supermasivo (SBH); estas galaxias no contienen cúmulos estelares nucleares, y el CMO se identifica con el SBH. Las galaxias más débiles suelen contener un cúmulo estelar nuclear (NSC). En la mayoría de estas galaxias, no se sabe si hay un agujero negro supermasivo, y el CMO se identifica con el NSC.  Se sabe que unas pocas galaxias, por ejemplo la Vía Láctea y NGC 4395, contienen tanto un SBH como un NSC.
La masa asociada a las OCM es aproximadamente 0,1-0,3% de la masa total del bulbo galáctico.Merritt, David (2013). Dynamics and Evolution of Galactic Nuclei. Princeton, NJ: Princeton University Press.</ref>